# Osen
Osen è un comune norvegese della contea di Trøndelag.